# Lebanese Council of Women
Lebanese Council of Women eller Lebanese Women's Council (LWC), är en förening för kvinnors rättigheter i Libanon, grundad 1952. Det är en paraplyorganisation, som samordnar kvinnorörelsen i kvinnogrupperna i Libanon. 
1947 var de två största kvinnoföreningarna i Libanon Lebanese Women's Union och paraplyorganisationen Christian Women's Solidarity Association. Dessa skapade 1950 en kommitté, som 1952 fick en fast organisation och omvandlades till att bli Lebanese Council of Women. 
LWC drev kampanjen för kvinnlig rösträtt till framgång i Libanon. Den arrangerade The Week of the Women, en turné, där de drev kampanj i olika delar av landet och säkrade stöd från kvinnor och allmänhet. De presenterade sedan sina resultat till förmån för rösträtt för valkandidaterna. Som resultat fick Libanon kvinnlig rösträtt 1953, varav Emily Fares Ibrahim ställde upp i valet och tre kvinnor valdes in i Beiruts kommunfullmäktige.
LWC blev sedan dess den drivande feministiska kraften i Libanon. Den lika arvsrätt för kristna kvinnor 1959, rätten för en kvinna att behålla sitt medborgarskap om hon gifter sig med en utlänning 1960, och rätten för en kvinna att åka utomlands utan makens tillstånd 1974.  Föreningen driver sedan införandet av rösträtten en ständig kampanj för kvinnlig politisk representation: sedan Myrna Bustani blev första kvinnan i parlamentet 1963, blev ingen ny kvinna invald förrän 1990, och så sent som 2003 fanns endast tre kvinnor i parlamentet.